# ألف سنة من قصة غينجي
ألف سنة من قصة غينجي هو أنمي ياباني مقتبس من قصة غينجي. كان يُفترض أن يستند إلى مانغا واكي ياماتو، لكن المخرج قرر اقتباس القصة الأصلية مباشرة. تصاميم الشخصيات مأخوذة من مانغا ياماتو. أخرجه أوسامو ديزاكي، وعُرض على قناة تلفزيون فوجي في 15 يناير 2009.

## أنمي
تستخدم السلسلة مقطوعتين موسيقيتين. شارة البداية هي هيوري هيمي من أداء بفي أمي يومي، وشارة النهاية هي كوي وتعني حب من أداء كوسوكي أتاري.

## أقراص الصوتيات
في 25 فبراير 2009، أصدرت شركة سوني للترفيه الموسيقي قرص موسيقى تصويرية لأنمي حكاية غينجي: ألف عام، من تنفيذ مشروع سينس، بالإضافة إلى قرص منفرد يحتوي على شارة البداية هيوري هيمي من أداء بفي أمي يومي. 
وفي 25 مارس 2009، أصدرت الشركة قرصًا يحتوي على شارة النهاية كوي من أداء كوسوكي أتاري.